# Eisenbahntunnel bei Niederkönigswalde
Der Eisenbahntunnel bei Niederkönigswalde (teils auch als Königswalder Tunnel bezeichnet) (polnisch Tunele pod Świerkową Kopą) besteht aus zwei parallelen, geraden, einspurigen Tunnelröhren in Świerki (Königswalde) in der Woiwodschaft Niederschlesien. Er liegt unter dem Berg Świerkowa Kopa (Freirichterkoppe) (609 m ü. d. M.) in den Wyrębińskie-Hügeln zwischen den Ortschaften Bartnica (früher Königswalde) und Świerki Dolne (früher Niederkönigswalde) auf der Bahnstrecke Kłodzko–Wałbrzych (früher Dittersbach-Glatz).

## Geschichte
Der erste Tunnel wurde in den Jahren 1876 bis 1879 unter dem Baumeister Treibich gegraben. Der zweite parallele Tunnel wurde zwischen 1909 und 1911 unter Anleitung von Rietzsch, Frewert und Buddenberg errichtet, von denen die ersten beiden zur selben Zeit auch am Köhlerbergtunnel und am Ochsenkopftunnel mitwirkten.

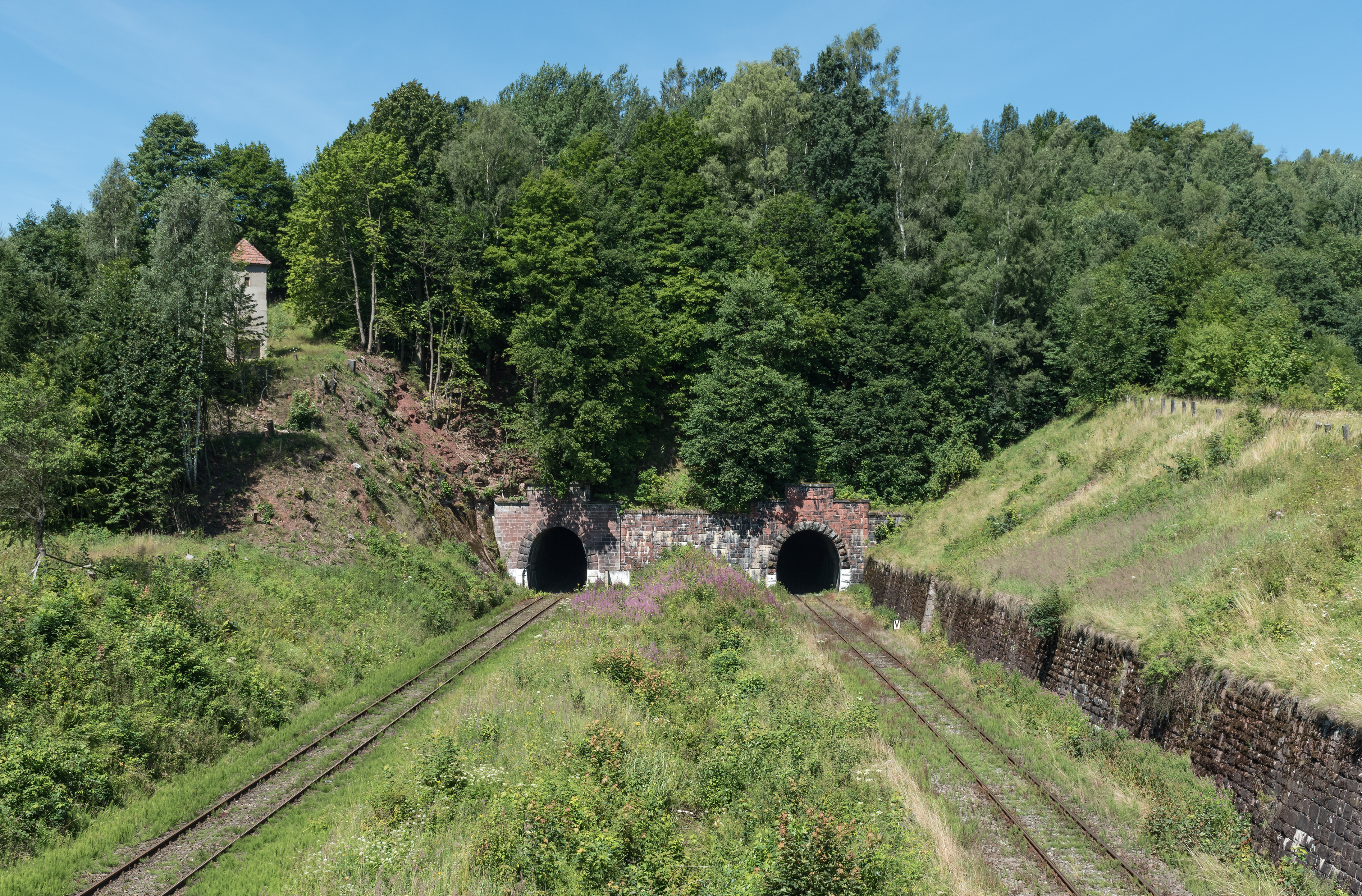
Blick auf die Südportale

Ein entscheidender Faktor für den Bau des Tunnels war der Deutsch-Französische Krieg, der die Bedeutung der Eisenbahn verdeutlichte. Nach Kriegsende wurden die ursprünglichen Pläne für den Bau der Bahnstrecke Waldenburg–Glatz, eines Abschnitts der Schlesischen Gebirgsbahn, wieder aufgegriffen. Eine der größten Herausforderungen war die Freirichterkoppe (609 m ü. d. M.), die den Zugang zum Waldnitz-Tal versperrte. Um sie zu überwinden, wurde entschieden, einen 1171 m langen, einspurigen Tunnel mit gemauerter Verkleidung zu graben.
Die erste Tunnelröhre hat eine Länge von 1.168 m und wurde zwischen 1909 und 1911 um eine zweite Kammer erweitert. Beide Tunnel besaßen ursprünglich rustikal verzierte Portale in Hufeisenbogenform. Während in der ersten Kammer keine Inschriften erhalten sind, trägt der spätere Tunnel die Jahreszahlen „1910–1911“ und „1909–1911“ sowie die Namen der verantwortlichen Eisenbahnbeamten Rietzsch, Frewert und Buddenberg.
Die ersten Arbeiten begannen im Sommer 1876 und dauerten bis 1879. Der erste Zug passierte den Tunnel jedoch erst am 15. Oktober 1880, nachdem sämtliche Arbeiten an der einspurigen Strecke abgeschlossen waren. Ende des 19. Jahrhunderts wurde beschlossen, eine zweite parallele Bahnstrecke zu bauen. Im Jahr 1909 begann der Bau eines zweiten parallelen Tunnels mit ähnlichen Parametern. Dieser Tunnel wurde 1912 für den Verkehr freigegeben. Beim Bau der zweiten Kammer traten erhebliche Probleme auf, darunter Wasserverluste in den umliegenden Brunnen, Erdrutsche und Rissbildungen an Wohnhäusern. Zur Entwässerung wurde ein großer Kanal vom Bahnhof Königswalde (heute Świerki Kłodzkie) errichtet, ergänzt durch eine über 100 m lange und mehrere Meter hohe Stützmauer mit Wasserkaskade, um die Stabilität der Anlage zu gewährleisten.

## Beschreibung
Die Tunneleingänge befinden sich auf einer Höhe von 549 m ü. d. M., die Ausgänge auf 530 m ü. d. M. Die Neigung der Tunnel in Richtung Südosten beträgt 16,3 Promille. Die maximale Überdeckung der Tunnel beträgt 79 m. Die Tunnel wurden mit einer gemauerten Verkleidung aus Stein und teilweise aus Klinkerziegeln ausgeführt. Ihre Form ist elliptisch, die Länge des ersten Tunnels beträgt 1171 m, die des zweiten 1168 m. Die Breite beträgt etwa 4,8 m, die Höhe etwa 5,8 m. Zur Ableitung von Abgasen wurden zwischen den parallelen Tunneln drei Verbindungsstollen errichtet, die gleichzeitig als Notausweichbuchten dienen. Die Portale der Tunneleingänge sind mit einer steinernen Verkleidung aus Keilsteinen versehen.
Die Tunnel bei Niederkönigswalde gehören zu den längsten Tunneln in den Sudeten.

## Unfall
Beim Eisenbahnunfall von Ludwigsdorf lösten sich am 27. Januar 1945 zwei Wagen eines Lazarettzugs bei der Einfahrt in den Eisenbahntunnel bei Niederkönigswalde, rollten rückwärts und entgleisten bei Grabersgrund, wobei sie Feuer fingen und 60 Menschen starben. Die Opfer, darunter Militärärzte, Krankenschwestern und Evakuierte, wurden zunächst namenlos in einem Massengrab beigesetzt, später aber teilweise identifiziert.